# Pic de la Coma de Varilles
Pic de la Coma de Varilles (lub Pic de la Portaneille) – szczyt górski w Pirenejach Wschodnich. Administracyjnie położony jest na granicy Andory (parafia Encamp) z Francją (departament Ariège). Wznosi się na wysokość 2755 m n.p.m.
Na północny wschód od Pic de la Coma de Varilles usytuowany jest szczyt Pic d’Anrodat (2730 m n.p.m.), na północny zachód Pic de Ransol (2733 m n.p.m.), natomiast na południe położony jest Cap de la Tosa d’Entor (2506 m n.p.m.). Na północ od szczytu znajduje się jezioro Étang de la Coume de Varilhes, natomiast na południowy wschód Estany de Cabana Sorda, przy którym funkcjonuje schronisko Refugi de Cabana Sorda.